# Longtang (köpinghuvudort i Kina, Hainan Sheng, lat 19,88, long 110,41)
Longtang är en köpinghuvudort i Kina. Den ligger i provinsen Hainan, i den södra delen av landet, omkring 19 kilometer söder om provinshuvudstaden Haikou. Antalet invånare är 29 530. Befolkningen består av 14 325 kvinnor och 15 205 män. Barn under 15 år utgör 21,0 %, vuxna 15-64 år 67 %, och äldre över 65 år 11,0 %.
Runt Longtang är det tätbefolkat, med 343 invånare per kvadratkilometer. Närmaste större samhälle är Xiuying, 17,8 km nordväst om Longtang. I omgivningarna runt Longtang växer huvudsakligen savannskog.
Genomsnittlig årsnederbörd är 2 382 millimeter. Den regnigaste månaden är juli, med i genomsnitt 350 mm nederbörd, och den torraste är januari, med 21 mm nederbörd.